# 7k7k
北京奇客创想科技有限公司，簡稱奇客创想，品牌名為7k7k，曾用名北京奇客创想信息技术有限公司，是一家總部位於中華人民共和國北京市海淀区中国农大国际创业园的電子遊戲開發商和發行商。主要經營遊戲平台「7k7k」，主打作品為Flash遊戲和網頁遊戲。

## 歷史
7k7k.com最早於2003年9月由奇客創想的創始員工註冊，網站是Flash遊戲為主的遊戲平台，2008年9月赵鑫創立奇客創想，公司名「奇客」源於「7k」的諧音，同年10月7k7k.com轉到公司名下。在公司創立之前，團隊主要以開發與發行Flash小遊戲為主，團隊在2007年曾考慮過開發網頁遊戲，由於自身資金和技術不足，所以繼續專注於技術要求不高的Flash小遊戲。2010年9月，百度推出應用開放平台，奇客創想成為最早一批和百度合作的遊戲公司，獲得百度的搜索推薦，給7k7k帶來大量用戶訪問。一年後，7k7k擁有2000萬用戶，每日單頁點閱率超過1.6億，遊戲平台上有8000款奇客創想開發的產品。在Flash小遊戲主營時期，公司主要收入源於廣告。
2011年奇客創想在中国互联网繁荣十年盛典上獲得「中国互联网繁荣十年娱乐休闲类优秀企业」的稱號。同年7k7k開始嘗試製作網頁遊戲，並將過去受歡迎的Flash遊戲《冒险王》改編成網頁遊戲，同時也建設開放平台，和其他遊戲開發者合作發行遊戲。到2012年，7k7k的頁游平台已經聯合營運三十個頁游，相關營收超過一千萬人民幣。2013年，奇客創想開始建立移动游戏团队，以負責手機遊戲的開發、宣傳和運營。2014年4月10日，奇客創想對外宣佈投資2億人民幣成立手機遊戲研發公司。同年5月，赵鑫在接受新浪遊戲訪問時表示公司將轉型到「移动领域」，「我们要坚决干脆、果断、彻底地全面转向移动互联网了」。奇客創想也成立指趣、天天、树新风等遊戲工作室負責手機遊戲開發。

## 侵權爭議
2012年，7k7k的產品「7K7K游戏盒」上有幾款小遊戲有喜羊羊、灰太狼等角色，原创动力控告7k7k侵權。2014年法院判處7k7k刪除相關遊戲和賠償原创动力2.2萬人民幣。

## 主要開發遊戲
- 《冒險王》系列[4]
- 《疯狂的方言》[10]
- 《你好玉米》[10]